# جائزة بريطانيا الكبرى

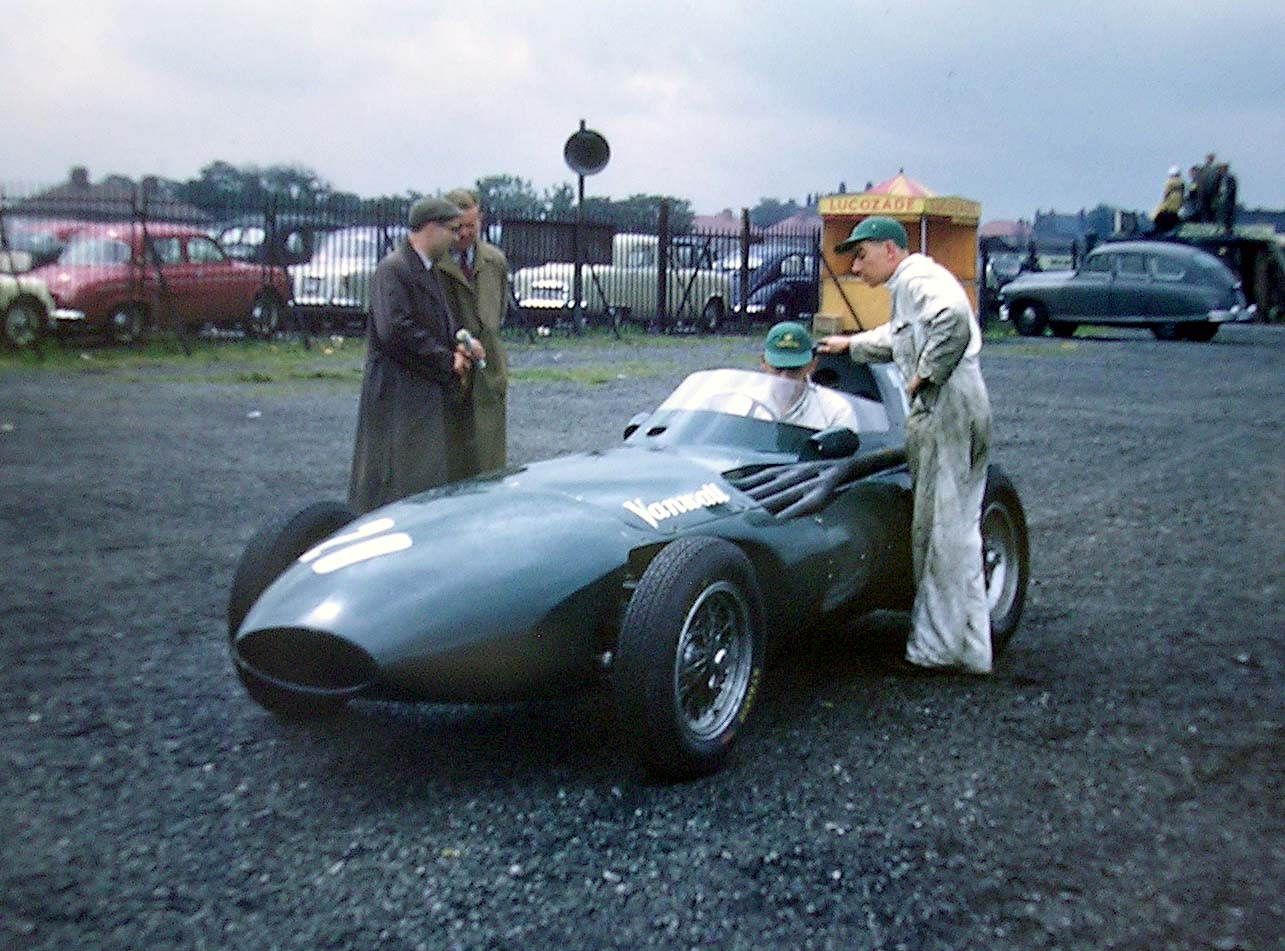
قبل بدء سباق الجائزة الكبرى البريطاني في 1957 على حلبة إينتري

جائزة بريطانيا الكبرى هو سباق للسيارات يقام سنويا في بريطانيا. وهو أحد أقدم منافسة مستمرة في بطولة العالم لسباقات الفورمولا واحد التي ينضمه الاتحاد الدولي للسيارات. ويقام حاليا في حلبة سلفرستون في نورثهامبتونشاير في مقاطعة غرب ميدلاندز.
تأسس أول سباق للجائزة الكبرى لسباقات السيارات في بريطانيا من قبل هنري سيغراف في حلبة بروكلاندز في عام 1926 بعد فوزه في سباق الجائزة الكبرى الفرنسي 1923، وسباق جائزة سان سباستيان الكبرى وهو الأمر الذي أثار الاهتمام في هذه الرياضة. وفاز في أول سباق للجائزة الكبرى البريطانية الفريق الفرنسي لويس واغنر وروبرت سينشال.
استضافت حلبة سلفرستون السباق بانتظام منذ بداية بطولة العالم في عام 1950 وسنويا منذ عام 1987، وتناوبت مع حلبة براندز هاتش بين عامي 1964 و 1986، ومع حلبة إينتري بين عامي 1955 و 1962.

## بريطانيا هي المستضيفة الأولى
استضافت بريطانيا السباق الأول في تاريخ البطولة وذلك عندما تم انطلاقها بصورة رسمية عام 1950، وكان على حلبة سيلفرستون. وهي لم تغب خلال تاريخها عن الروزنامة، لتصبح بذاك الجائزة الكبرى الأقدم إلى جانب دولة إيطاليا، ومن قبل ذلك تم تنظيم أربع جوائز كبرى ما بين عام 1926 وعام 1949.

## حلبات تنظيم البطولة
تم تنظيم السباق وفقًا لعدة حلبات وكان كالآتي:
- استضافت حلبة بروكلاندز عدة جولات وذلك قبل الانطلاق الرسمي للبطولة عام 1926 و1927.
- ثم استضافت حلبة سيلفرستون البطولة، مع تنظيمها بها مرتين قبل انطلاق البطولة، وأصبحت هي الحلبة التي تستضيف البطولة بصورة دورية وصولًا إلى عام 1954.
- ثم تم تنظيم السباق بالمناوبة على حلبتي سيلفرستون وآينتري، وذلك من عام 1955 وصولًا إلى عام 1960.
- ثم استضافت آينتري سباق البطولة مرتين متتاليتين عام 1961 وعام 1962.
- ثم تم التغيير إلى حلبة براندز هاتش وهي التي استمرت في استضافت السابقات بالمداومة مع حلبة سيلفرستون من عام 1963 إلى 1986.
- ومنذ عام 1987 أصبحت سيلفرستون هي المسئولة الأولى عن جائزة بريطانيا الكبرى وحتى وقتنا هذا.
- ومن المؤكد أن حلبة سيلفرستون شهدت العديد من التغييرات إلى أن وصلت أخيرًا للتصميم الحالي عام 2010، فهي قد استضافت تسعة وأربعون جائزة كبرى.

## متطلبات حلبة سيلفرستون من الإطارات
تعد سيلفرستون هي واحدة من الحلبات الأكثر استهلاكًا للإطارات ويرجع ذلك إلى القوى الجانبية بها، لذلك تتطلب إطاراتها معايير معينة ذات ارتكازية عالية، فإطاراتها تتميز بالقوى من كل الاتجاهات. إلى جانب أحوال الطقس غير المضمونة والغير متوقعة في الصيف البريطاني، فمن الممكن أن نرى شمسًا ساطعة مصحوبة بدرجات حرارة مرتفعة أو هطول الأمطار الغزيرة. وهذا بدوره يجعل لكل سيارة وقفتين على الأقل خلال السباق من أجل تغيير الإطارات، نظرًا لوجود العوامل التي تزيد من تآكل الإطارات. والأسفلت بدوره يساعد على تآكل سطح الإطارات بسبب وجود نسب عالية من التماسك به.

## أرقام وحقائق على مدار تاريخ جائزة بريطاني الكبرى
- من أكثر السائقين ممن فازوا بجائزة بريطانيا الكبرى هو جيم كلارك الذي فاز بها 5 مرات «عام 62، 63، 64، 65، 67»، وبروست «عام 83، 85، 89، 90، 93».
- أكثر الصانعين فوزًا، 15 فيراري وكان أخر مرة عام 2011، إلى جانب تحقيقهم فوزًا بسيارة لانسيا-فيراري عام 56.
- أكبر فارق بين المركزين الأول والثاني، كانت لفة واحدة «عام 52، 56، 69، 75» جميعهم كانوا في سيلفرستون.
- الفارق الأصغر بين المركز الأول والثاني، 0.2 عام 1955 في آينتري، أما الفارق الأصغر في حلبة سيلفرستون عام 2013 ووصل إلى 0.765 ثانية.
- سباقات شهدت هطول الأمطار الغزيرة وصلت 11 مرة «عام 53، 54، 61، 66، 75، 88، 98، 2002، 2008، 2011، 2015».